# 黑尾下美鮨
黑尾下美鮨，為輻鰭魚綱鱸形目鱸亞目鮨科的其中一種，分布於東太平洋區，從美國加州南部至秘魯海域，棲息深度46-90公尺，體長可達100公分，棲息在獨立礁石或沙底質海域，為底棲性魚類，屬肉食性，可做為食用魚。

## 擴展閱讀
維基物種上的相關：黑尾下美鮨